# José Delgado (músico)

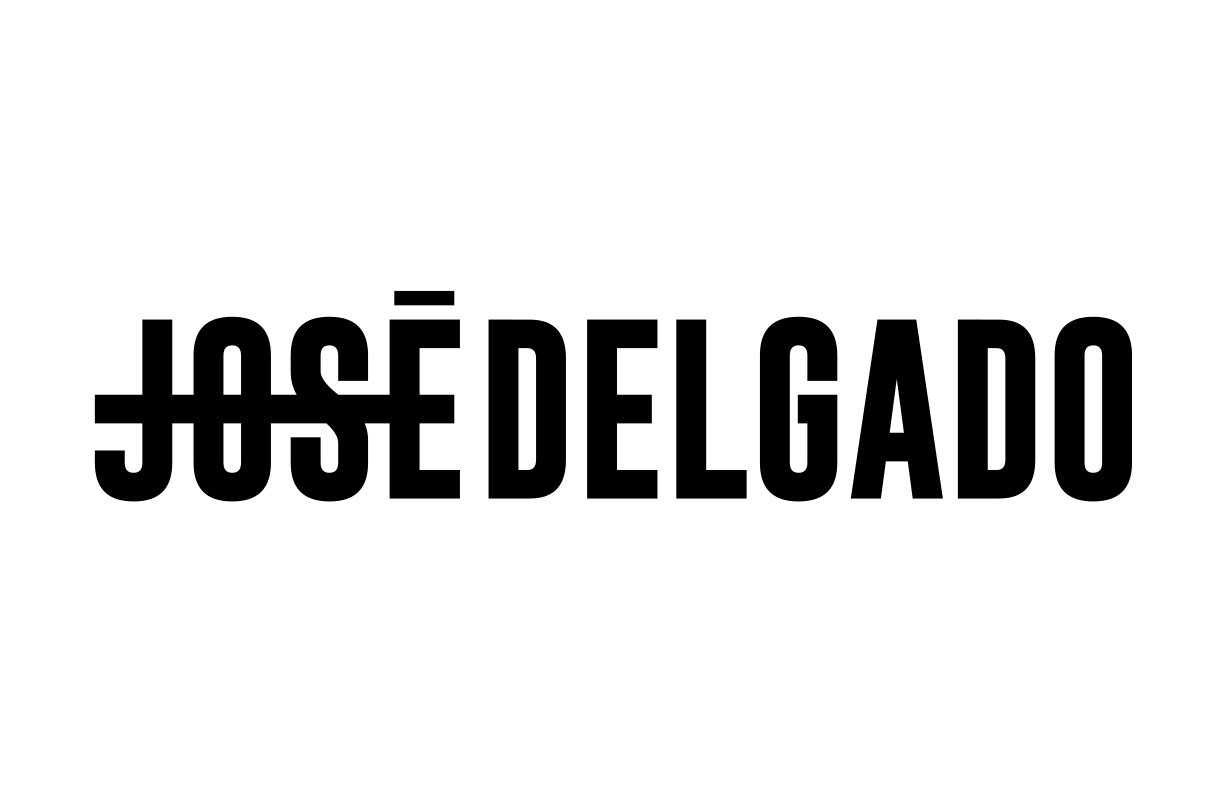
Logo de José Delgado

José Alejandro Delgado Paiva (Caracas, 28 de diciembre de 1980) es un músico, compositor y cantautor venezolano. En su repertorio predomina la fusión de ritmos provenientes de la música popular tradicional venezolana con géneros como el jazz, el rock and roll, la salsa y el pop. Sus principales instrumentos de ejecución son el cuatro y la guitarra.
José Delgado forma parte de una destacada generación de jóvenes músicos que ha irrumpido en la escena musical de Venezuela, que se distingue por el rescate de las tradiciones musicales y su experimentación en formatos contemporáneos y urbanos.
A pesar de su juventud ha grabado cinco discos, fundado su propia plataforma de autogestión (Producciones A Pedal y Bomba), compartido escenarios con importantes artistas de la talla de Virulo (Cuba), Inti Illimani (Chile), Aquiles Báez (Venezuela), C4Trío (Venezuela), Rafael "Pollo" Brito (Venezuela), Víctor Morles (Venezuela), Kevin Johansen (Argentina), Manuel García (Chile), Marta Gómez (Colombia), Pereira da Viola (Brasil), Marcelo Ferrer (Argentina) así como dado a conocer su música en diversos festivales internacionales recorriendo tanto América Latina como Europa.

## Biografía

### 1980-2005. Primeros años y comienzo de su vida artística
José Delgado nació en Caracas el 28 de diciembre de 1980, en el interior de una familia de cuatro hermanos. En relación con la música su infancia estuvo influenciada fuertemente por las costumbres de su hogar y por su padre quien ha sido una figura central en su inclinación artística. Su padre fue quien desde sus primeros años introdujo en la casa los sonidos de la música tradicional venezolana, ejecutando con su guitarra y su cuatro canciones del repertorio folklórico de Venezuela e incentivando a sus hijos a acercarse a él. Debido a esta influencia José Delgado aprendió a tocar el cuatro y la mandolina a temprana edad.
La niñez de José Delgado estuvo acompañada por los tangos, boleros, valses peruanos, sones y cumbias que, como costumbre familiar, se escuchaban en una radio desde la cocina de su casa y a la que se puede adjudicar la pasión por mezclar ritmos aparentemente irreconciliables que identifican al cantautor caraqueño. En su adolescencia aprendió a tocar la guitarra y sumó los sonidos urbanos de la salsa, el rock and roll y el jazz al ya amplio equipaje musical que lo acompañaba.
José Delgado realizó estudios de Artes en la Universidad Central de Venezuela, a través de lo cual se fue acercando a su otra pasión artística, el teatro. En estos años participó en varios montajes en los cuales hizo tanto de músico como de actor. En el 2001 trabaja en “El último Minotauro” del venezolano León Febres Cordero y en “El Jardín de los Cerezos” de Chejov dirigidas por Eduardo Gil. En el año 2002 viajó a España con el grupo Teatro Nicolás. En 2007 participa en el montaje “Caminos” bajo la dirección de José Antonio “Flako” Rojas y durante el periodo 2009-2012 en el montaje “Vuelta a casa” (poemas de Ramón Palomares música de José Delgado y dirección de Eduardo Gil).
Fue en esta misma época en que compró su primera guitarra para acompañar sus montajes, lo que le permite componer lo que serán las canciones de su primer disco (La Ventana, 2005). También se va acercando al mundo artístico de forma más profesional, participó en la agrupación “Trova Gaitera” en que compartió escenario con Rafel “Pollo” Brito. Fue miembro fundador del Colectivo La Cantera, La Liga y Tribu Caracas, organizaciones que buscan consolidar plataformas para la producción artísticas independiente.

### 2005-2008. Primeros discos como solista
Finalmente en el 2005 José Delgado grabó su primer disco “La Ventana” de sonido artesanal, compuesto por siete canciones todas de su autoría en que se mezclan las inquietudes sociales, reflejadas en temas como Divorcio balanceado, con canciones de carácter íntimo (Aquí y ahora, Mejor que te vas, ¿Cómo te lo digo?) que revelan el carácter franco y sensible de la música de José Delgado.
Tres años después apareció “Canciones y poemas” (2008). El álbum reunió doce temas en el que se mezclaban canciones compuestas por José Delgado con poemas de Ramón Palomares, Vicente Gerbasi y Víctor Valera Mora, recitados por Andreína Guillarte. El ensayo con géneros diversos impregna la obra de un tono y un contenido más profundo.
Ambos discos tienen mucho en común, comparten canciones y estilos, formando parte de una etapa en que las preocupaciones políticas se funden con las exploraciones musicales y artísticas.

### 2010 -2012 “A Pedal y Bomba” y “Rueda Libre”
En el año 2010 José Delgado creó con su hermano Jesús G. Delgado la productora de carácter alternativo “Producciones A Pedal y Bomba”, con la intención de tener una plataforma que sirviese de impulso para producciones independientes. Es con ella con la que se graban sus dos siguientes discos, el homónimo “A Pedal y Bomba” (2010) y “Rueda Libre” (2012).
“A Pedal y Bomba” está compuesto por doce temas, la mayoría de letra y música de José Delgado aunque aparecen entre ellos poemas de Víctor Valera Mora y otros. A partir de este disco se hace evidente en la obra de José Delgado una mayor atención por el aspecto estético tanto en el sonido como en lo visual. Del mismo modo se consolidan la experimentación artística y la apuesta por la fusión de ritmos tradicionales (malagueña, merengue venezolano, calipso) con otros géneros (diexeland, jazz, baladas) como sello distintivo de las composiciones musicales del caraqueño. Sobresale en este disco el sencillo “Aquí te esperamos”, en que se mezclan sonidos de la percusión afrovenezolana con los del piano, el trombón y el saxo. Este sencillo estuvo acompañado por el videoclip “Aquí te esperamos” dirigido por Ronald Rivas Casallas, filmado en diversas zonas del municipio Chacao (Caracas) con el rumor de fondo de las motos y las paredes llenas de grafitis que identifican la ciudad natal de José Delgado, lo que refuerza el perfil urbano del tema.
Apenas dos años después se lanza el disco “Rueda Libre” (2012) nuevamente resultado de la creatividad musical del artista venezolano que se expresa en la autoría de la mayoría de los diez temas que componen su cuarta obra musical. Además, en ella se pueden encontrar temas de Víctor Matos y Atahualpa Yupanki (la versión libre de La rueda/Los ojos de mi carreta), poemas de Ramón Palomares (Máscaras con música de José Delgado) y, del repertorio folklórico, un golpe larense de autor desconocido (La Barquilla). En este disco sobresalen, en primer lugar el tema que da nombre al disco, Rueda Libre fusión que mezcla los sonidos afrovenezolanos con el piano y el bajo, de ritmo sugerente que invita a “liberar el camisón” y “arrancar el cinturón”. Y en segundo lugar, el joropo tuyero Liberen a Prometeo que se acompañó de un videoclip dirigido por Charles Martínez, en el que se destaca la mezcla del carácter conceptual de la letra y el tono rural de la música consiguiendo una composición híbrida y provocativa.

### 2013- 2015. Se nos cae la escalera
Entre 2013 y 2015, José Delgado se embarcó en nuevos proyectos musicales. El más destacado de ellos fue el programa radial “Se nos cae la escalera” producido y conducido por él mismo y transmitido por Onda La Superestación los sábados y domingos de 03:00 a 04:00 p. m.. En este programa de encuentros musicales se invitó a lo más destacado de la escena musical venezolana y regional, participando agrupaciones como C4 Trío, Macu, Vasallos de Venezuela, Los hermanos naturales, FamaSloop, Circo Vulkano y artistas de la talla de Alfredo Naranjo, Luis Pino, Rafael “Pollo” Brito, Luis Julio Toro, Aquiles Báez, Fabiola José y Cristóbal Soto. El programa también sirvió como ventana para nuevos talentos que forman parte de escenarios alternativos a los comerciales.
En el 2014 graba el video promocional “Ven a Venezuela” y el 23 de junio de 2015 lanza el sencillo “Cuando todo vuelva al centro” que servirá de abre boca al lanzamiento de su último disco “Algo”.

### 2016. Algo
Tras más de diez años de carrera musical José Delgado lanza su disco “Algo”, su quinta obra. Según su autor una de las diferencias fundamentales entre este disco y los anteriores es el tiempo dedicado a la revisión de la música y los poemas, lo que es muestra del carácter obsesivo con su trabajo que caracteriza a José Delgado.
En “Algo” se produce el encuentro entre José Delgado y Edwin Arellano (músico de Mérida, Venezuela) quien es el encargado de la producción musical y quien acompaña con su magistral ejecución de guitarra, mandolina y contrabajo varias de las canciones. En esta obra de 12 piezas, todas escritas y musicalizadas por José Delgado, es posible notar un tono más contemplativo y oscuro en las composiciones que, sin embargo, no afecta el carácter irreverente y experimental de su música.
Entre las canciones más destacadas de este álbum se puede mencionar la pieza introductoria Cuando todo vuelva el centro, provocador jazz manuch que se lanza en conjunto con un video promocional en el que repite en la dirección Ronald Rivas Casallas. También resalta la canción que da nombre al disco, Algo con su video oficial dirigido por Pedro Mercado y la cautivadora Si me miras tú que canta en compañía de Marta Gómez, cantautora colombiana.
El 30 de marzo finalmente hace el lanzamiento de su disco “Algo” en el Centro de Estudios Latinoamericano Rómulo Gallegos (CELARG) en una presentación cargada de la energía y del carácter irreverente que ha acompañado al cantautor caraqueño durante 11 años de carrera musical.

## Discografía

### En solitario

#### 2005- La ventana
Todos los temas compuestos por José Delgado. Guitarras: Carlos Cabrices y José Delgado. Chelo: Pedro Vásquez. Violín: José Agustín Domínguez. Programación: Carlos Cabrices y José Delgado. Grabado, mezclado y masterizado por Arturo Reyes en Producciones Ishtar. San Antonio de los Altos - Venezuela.
- Aquí y ahora
- Divorcio balanceado
- Mejor que te vas
- ¿Cómo te lo digo?
- La calle que sube
- La ventana
- No hago otra cosa

#### 2008- Canciones y poemas
Todos los temas compuestos por José Delgado, excepto El sietecito está de buenas. Guitarra y cuatro: José Delgado. Contrabajo: Ludwig Paredes. Flauta, mandolina, saxo soprano y cajón: Lester Paredes. Interpretación de poemas y coros: Andreína Guilarte. Coros: Jesús Delgado, Lester Paredes, Ludwig Paredes y José Delgado. Grabado en Cosh Producciones. Caracas - Venezuela.
- Aquí y ahora
- La ventana
- Traigo rosas
- El sietecito está de buenas
- Retretas que oigo lejos/Rememorando la Batalla de Carabobo
- ¿Cómo te lo digo?
- Viene la barca
- Los motores de la primavera/Nuestro oficio
- Parado en tu pecho/ Enigma de la mujer
- Divorciado balanceado
- Mejor que te vas
- Para cantar a Manuela (feat. Cecilia Todd)

#### 2010- A pedal y bomba[12]
Letra y música de todas las canciones de José Alejandro Delgado. Producciones APYB. Producción Musical: Javier Marín y José Alejandro Delgado. Producción ejecutiva: Jesús G. Delgado P. y José Alejandro Delgado. Grabado en Estudios Síncopa. Diseño de sonido: Luis Miguel Enmmanuelli. Mezclado y Masterizado en Sincopa por Luis Miguel Enmmanuelli. 2010.
- A pedal y bomba
- Aquí te esperamos
- Viene la barca
- ¿Cómo te lo digo?
- Parado en tu pecho
- Mejor que te vas
- Nuestro oficio
- Los motores de la primavera
- Salado con mis lágrimas
- Todo es una trampa
- Puede ser en el Sur
- Se empinan la botella

#### 2012- Rueda Libre
Letra y música de todas las canciones José Alejandro Delgado. Una producción de Producciones A Pedal y Bomba. Producción ejecutiva: Jesús Gerardo Delgado.
- La rueda/Los ejes de mi carreta
- Para bailar mi coreografía
- Rueda libre
- Liberen a Prometeo[13]
- Hazte de esta canción
- Se nos cae la escalera
- La Barquilla
- Divorcio balanceado
- Máscaras
- Ven al mar.

#### 2016- Algo
Todas las composiciones son letra y música original de José Delgado. Producción General: Producciones A Pedal y Bomba. Producción Ejecutiva: Producciones A Pedal y Bomba. Producción Musical: Edwin Arellano. Grabación, Mezcla y Máster: Vladimir Quintero Mora en Liquid2 Producciones. Diseño: Alejandro Calzadilla. Fotografía: Nodo Film, Emil Guevara.
- Cuando todo vuelva al centro
- Algo
- Mi poder
- Si me miras tú
- El rey
- Soy de esta ciudad
- No te vayas lejos
- Coffee and tea
- Cuestión de segundos
- Alacrana
- Prender fuego y esperar
- Las malas lenguas

### En colectivo
- 2011- Mi independencia una flor.
- 2012- Canciones con alma para un mundo sin armas.
- 2015 - Alí, compañero de todos.
- 2015- Simón Díaz, La Herencia.

### Colaboraciones
- 2009- Entre manos. C4 Trío
- 2012- Agua salud. Amaranta Pérez.
- 2013- En cantado Aquiles Báez.
- 2014- Improvisto. Pancho Montañez.

## Participaciones en Festivales
- 8.º Encuentro de Escritores Latinoamericanos. Salamanca - España. Noviembre 2002
- Festival Cervantino Callejero. Guanajuato - México. Nov 2005.
- Festival Cultural Zacatecas. Zacatecas - México. Abril 2006
- Festival "Musik und Politik". Berlín - Alemania. Febrero 2009
- Gira Nacional "A Pedal y Bomba" por las Librerías del Sur. 12 ciudades de Venezuela. 2011
- Festival Barnasants. Barcelona - Cataluña. Febrero 2012
- Festival Internacional de las Artes. Costa Rica 2012.
- Festival Sonamos Latinoamérica. caracas - Venezuela. Julio de 2012
- Festival El Vencinal. Caracas - Venezuela, agosto de 2012
- Festival Caracas en Contratiempo. Caracas - Venezuela, julio de 2013
- Expo Iberoamericana de Música, ExiB Música. Bilbao - País Vasco, mayo de 2014
- Festival de América Latina y El Caribe. París - Francia, mayo de 2014
- Festival de Culturas Nacionales de Bielorrusia. Grodno - Bielorrusia, junio de 2014.
- Gira Venezuela Sonora. España, Serbia, Chipre, Francia, Rusia, Bielorrusia, mayo-junio de 2014.
- Festival Americanto. Mendoza - Argentina, noviembre de 2014
- Festival Suena Caracas. caracas - Venezuela, diciembre de 2014
- Inauguración del Ciclo SonAra. Caracas - Venezuela, julio de 2015
- Festival 10.º Aniversario Tiuna El Fuerte. Caracas - Venezuela. Caracas. Julio 2015
- Feria Internacional de la Música de Venezuela, FIMVEN. Caracas - Venezuela. Octubre 2015
- IMESUR 2015. Santiago - Chile. Diciembre 2015